# Bažantov
Bažantov (deutsch Wosant) ist eine Wüstung in Tschechien, von dem heute nur noch Wegkreuze zeugen.
Der Ort war eine slawische Gründung. Der Name geht wohl auf den Personennamen Wosmet zurück. Der Ort war kein Chodenort und gehörte meistens zu Tachau. Das Dorf war als Runddorf angelegt. Nach einem Großbrand 1873 wurde der Ort neu aufgebaut. Nach der Vertreibung der Deutschen verfiel der Ort. 